# Кларк, Стив (американский футболист)
Стив Кларк (англ. Steve Clark; род. 14 апреля 1986, Мейсон, Мичиган, США) — американский футболист, вратарь клуба «Хьюстон Динамо».

## Биография
В 2005—2008 годах обучался в Оклендском университете по специальности «История» и играл за университетскую футбольную команду «Окленд Голден Гриззлис» в Национальной ассоциации студенческого спорта.
В студенческие годы также выступал в Премьер-лиге развития ЮСЛ: в 2005 году — за клуб «Уэст Мичиган Эдж», в 2006—2008 годах — за клуб «Мичиган Бакс».
Оставшись невыбранным на Супердрафте MLS 2009 и безуспешно пройдя просмотр в «Реал Солт-Лейк», вернулся в «Мичиган Бакс».
Профессиональную карьеру Стив Кларк начал в клубе Первого дивизиона ЮСЛ «Чарлстон Бэттери», в составе которого числился во второй половине сезона 2009, но не сыграл ни одного матча.
В конце 2009 года проходил просмотр в клубе четвёртого дивизиона Англии «Брэдфорд Сити», после чего — в клубе чемпионата Норвегии «Стабек».
В январе 2010 года присоединился к норвежскому клубу «Хёнефосс», подписав двухлетний контракт. В октябре 2011 года подписал новый двухлетний контракт с «Хёнефоссом». По окончании сезона 2013 покинул «Хёнефосс» в связи с истечением срока контракта.
16 декабря 2013 года Кларк был приобретён клубом «Коламбус Крю», выменявшим права на него в MLS у клуба «Сиэтл Саундерс» на пик четвёртого раунда Супердрафта MLS 2015. В ходе предсезонной подготовки он выиграл конкуренцию за место в стартовом составе «Крю» у Мэтта Лэмпсона. В MLS дебютировал 8 марта 2014 года в матче первого тура сезона против «Ди Си Юнайтед». По итогам сезона 2014 номинировался на звание вратаря года в MLS, но в голосовании стал третьим. 1 апреля 2015 года подписал новый контракт с «Коламбус Крю». По окончании сезона 2016 «Коламбус Крю» не стал продлевать контракт с Кларком.
17 января 2017 года Кларк подписал шестимесячный контракт с клубом датской Суперлиги «Хорсенс». Дебютировал за «Хорсенс» 18 февраля 2017 года в матче против «Силькеборга».
17 августа 2017 года Кларк вернулся в MLS, подписав контракт с «Ди Си Юнайтед». За вашингтонский клуб дебютировал 23 сентября 2017 года в матче против «Сан-Хосе Эртквейкс», оставив свои ворота в неприкосновенности. 16 августа 2018 года «Ди Си Юнайтед» отчислил Кларка.
17 августа 2018 года Кларк был выбран из списка отказов клубом «Портленд Тимберс». Дебютировал за «Тимберс» 1 сентября 2018 года в матче против «Нью-Инглэнд Революшн», заменив получившего травму Джеффа Аттинеллу на 56-й минуте. 24 января 2019 года перезаключил контракт с «Тимберс» на сезон 2019. 20 декабря 2019 года подписал новый контракт с «Тимберс». По окончании сезона 2021 срок контракта Кларка с «Портленд Тимберс» истёк и стороны начали переговоры по новому контракту.
22 декабря 2021 года Кларк на правах свободного агента присоединился к «Хьюстон Динамо», подписав контракт на два сезона с опцией продления ещё на два сезона. За «Динамо» дебютировал 27 февраля 2022 года в матче стартового тура сезона против «Реал Солт-Лейк», отстояв на ноль.

## Достижения
Командные
 «Хёнефосс»
- Победитель Первого дивизиона Норвегии: 2011

 «Портленд Тимберс»
- Победитель Турнира MLS is Back (2020)

Индивидуальные
- Член символической сборной чемпионата Норвегии по версии TV 2: 2012[27]